# Zhou (division administrative)
Pour les articles homonymes, voir Zhou.

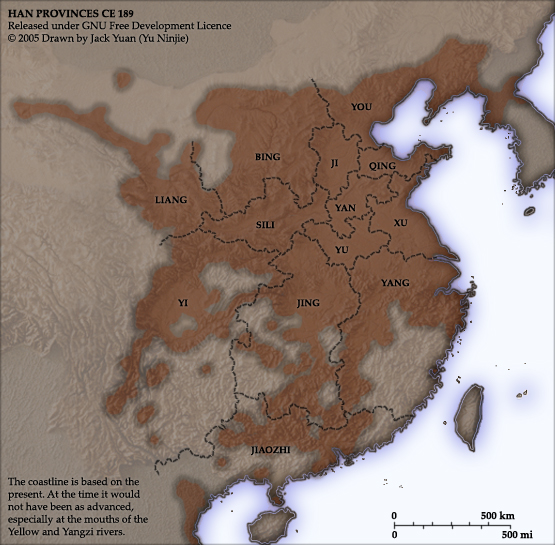
Les différents zhou existant en 189, à la fin de la dynastie Han.

Les Zhou (chinois simplifié : 州 ; pinyin : zhōu ; Wade : chou) sont une ancienne division administrative de la Chine. Instaurés sous la dynastie Han, les zhou ont existé jusqu'au début de la république de Chine, soit à peu près 2 000 ans.

Carte de la province du Zhejiang datant du milieu de la dynastie Qing. Y sont indiquées toutes les capitales des préfectures : (杭州府 Hangzhou-fu, 温州府 Wenzhou-fu, 金华府 Jinhua-fu, etc.). Le Sud est en haut de la carte.

## Histoire
Les Zhou sont mentionnés pour la première fois dans les textes chinois les plus anciens, et plus précisément dans le Yu Gong, un des chapitres du Classique des documents (Shujing). D'après ces textes, à l'époque du légendaire empereur jaune l'empire aurait été divisé en neuf Zhou, tous nommés en fonction de leur position géographique. Ces zhou ne sont alors que des concepts géographiques aux limites floues et non des découpages administratifs précis.
C'est sous la dynastie Han, et plus précisément pendant la période des Han orientaux, que les zhou sont véritablement créés et deviennent une division administrative de la Chine. Le territoire chinois est alors découpé en 13 zhou . Comme ils sont à l'époque le plus grand découpage administratif qui existe en Chine, le mot "province" est souvent utilisé en Occident pour traduire ce terme quand on se réfère aux zhou de la période des Han.
Après la dynastie Han, le nombre de zhou commence à augmenter, au point qu'au début de la dynastie Sui, il y en a plus d’une centaine dans tout le pays.
Sous les dynasties Sui et Tang, les zhou sont fusionnés avec le niveau administratif inférieur, les commanderies, ou jùn(郡). C'est également sous les Tang qu'est créé un nouveau niveau administratif supérieur aux zhou, les dào (道). Comme ils perdent en importance et pour éviter la confusion avec ceux de la période précédente, le mot "préfecture" est souvent utilisé en Occident pour faire référence aux zhou de la dynastie Tang et des périodes qui la suivent. Il faut noter que les Tang ont également créé les fǔ (府), qui sont des zhou particulièrement importants, comme ceux des capitales ou d'autres grandes villes. C'est depuis cette époque que, dans le langage courant en Chine, le mot fǔ (府) est généralement attaché au nom de la ville principale d'un zhou : Hangzhou-fu, Wenzhou-fu, Wuchang-fu, etc.
Durant les siècles suivants, les zhou continuent d'exister en tant que niveau administratif de deuxième ou troisième rang. Ils ne changent à nouveau de statut que sous les dynasties Ming et Qing, ou ils redeviennent les divisions administratives les plus importantes de la Chine.
La république de Chine abolit les zhou, laissant juste le mot perdurer dans le nom de certaines villes comme Guangzhou et Hangzhou.
À l'heure actuelle, en 2016, le terme zhou n'existe en république populaire de Chine qu'au travers des préfectures autonomes (自治州, zìzhìzhōu). Ce sont des subdivisions administratives d'un niveau immédiatement inférieur à celui des provinces ou des régions autonomes, qui ont été conçues pour regrouper une ou plusieurs minorités ethniques. Malgré tout, les zhou restent très présents dans la vie quotidienne en Chine, au travers du nombre d'endroits portant un nom qui leur fait référence, comme la province de Guizhou et les grandes villes de Guangzhou, Fuzhou, Hangzhou, Lanzhou et Suzhou, entre autres.

## Leszhouen dehors de la Chine
Le terme zhou a également été utilisé en Corée (Coréen: 주, ju), au Vietnam (Vietnamien: châu) et au Japon (Japonais : shu ). Au Japon, le mot zhou est également utilisé à partir de la restauration de Meiji pour désigner les préfectures urbaines des grandes villes du pays.
Même si en 2016 les provinces de ces trois pays ne sont plus désignées par le mot zhou, ce terme survit, tout comme en Chine, à travers de nombreux noms d'endroits, surtout dans les îles japonaises de Honshu et Kyushu, dans la province coréenne de Jeju-do et dans celle de Lai Châu au Vietnam.

## Traductions
En Occident, il existe plusieurs traductions du mot Zhou, qui sont utilisées en fonction de la période concernée :
- Les grands zhou antérieurs à la dynastie Tang et ceux des pays autres que la Chine sont appelés "provinces"
- Les zhou plus petits datant de la dynastie Tang et des siècles suivants sont appelés "préfectures"
- Enfin, concernant les zhou de la dynastie Qing, les anglophones font la distinction entre les "independent" et les "dependent departments", suivant leur importance.

## Voir également
- Provinces de Chine
- Administration territoriale de la république populaire de Chine